# 屠国维
屠国维（1928年—），江苏武进人，中华人民共和国政治人物、外交官。
1984年，任中华人民共和国驻尼泊尔大使。1987年，接替李连庆担任中华人民共和国驻印度大使。1991年，由程瑞声接任。